# Serapias complicata
Serapias complicata là một loài thực vật có hoa trong họ Lan. Loài này được (E.G. Camus) E.G. Camus miêu tả khoa học đầu tiên năm 1892.